# Вулиця Мушака
Вулиця Мушака — вулиця у Галицькому районі міста Львова, у місцевості Снопків. Сполучає вулиці Свєнціцького та Ярославенка.

## Історія та назва
Вулиця утворилася у 1885 році, як частина вулиці Дверницького, названої так на честь польського військовика, генерала, кавалерійського командира під час польського повстання 1831 року Юзефа Дверницького. Назва змінювалась неодноразово: Бад Ґассе — від січня 1941, вдруге Дверницького — від серпня 1941, Бадгассе — 1943, втретє Дверницького — липень 1944, Інститутська — 1946, 30-річчя Перемоги — 1975. Сучасна назва, на честь українського перекладача і філолога Юрія Мушака, походить з 1991 року.

## Забудова
В архітектурному ансамблі вулиці Мушака переважають архітектурні стилі — віденська сецесія, радянський конструктивізм 1960—1990-х років, сучасна забудова 2000-х років. Декілька будинків внесено до Реєстру пам'яток архітектури місцевого значення.
№ 38 — житловий будинок, що внесений до Реєстру пам'яток архітектури місцевого значення під охоронним № 1639-м.
№ 44а — Малий колегіум імені Патріарха Йосипа Сліпого УКУ. 
№ 46 — житловий будинок, що внесений до Реєстру пам'яток архітектури місцевого значення під охоронним № 1359-м.
№ 48 — триповерховий житловий будинок, збудований у стилі пізньої сецесії за спільним проєктом архітекторів Генрика Заремби та Марціна Хшановського у 1913 році. Скульптурне оздоблення Владислава Яроцького, зокрема скульптура «Грифон» або «Химера» на фасаді будинку . В будинку до 1944 року розташовувалися адміністративні та житлові приміщення товариства монахів-місіонерів святого Вінсента де Поля. Будинок внесений до Реєстру пам'яток архітектури місцевого значення під охоронним № 1360-м. 
№ 50 — житловий будинок, збудований у стилі пізньої сецесії за спільним проєктом архітекторів Генрика Заремби та Марціна Хшановського у 1913 році. Скульптурне оздоблення Владислава Яроцького, зокрема скульптура «Війна» . Будинок внесений до Реєстру пам'яток архітектури місцевого значення під охоронним № 1361-м.
№ 52 — житловий будинок, збудований у стилі пізньої сецесії за спільним проєктом архітекторів Генрика Заремби та Марціна Хшановського у 1913 році. Будинок внесений до Реєстру пам'яток архітектури місцевого значення під охоронним № 1362-м.
№ 54 — будівля колишнього санаторію для душевно хворих, яким у міжвоєнний період керували брати Свйонтковські, нині тут міститься терапевтичне відділення № 2 4-ї міської клінічної лікарні. На території лікарні зростає ботанічна пам'ятка природи місцевого значення тис ягідний.
№ 56 — в будинку у березні 2018 року відкрився музей історії електрифікації Львівщини.
№ 58 — у вересні 1979 року тут створено «Львівський виробничий трест зеленого господарства», а у листопаді того ж року з Радгоспу «Декоративні культури» до новоствореного тресту передали майно теплиць та перевели на роботу працівників господарства. На його території вже були грядки, парники та теплиці (які деколи також називають «теплицями Рерінґа»), в яких вирощували декоративні рослини для міського озеленення. У 1990-х роках територія поступово почала втрачати своє призначення та занепали. У 2001 році КП «Львівський міський трест зеленого господарства» було реорганізовано у ЛКП «Зелений Львів». У 2014 році Львівська міська рада ухвалила рішення про списання з балансу та ліквідацію споруд і теплиць квіткового господарства, визнавши їх непридатними для подальшого використання. З квітня 2021 року дотепер зусиллями громадських об'єднань «Плато», «Екотерра», небайдужих мешканців, свідомого бізнесу та закордонних донорів облаштовується простір міського садівництва та городництва «Розсадник».
№ 59а, 59б, 59в, 59г, 59д, 59е, 59є — таунгауз з семи зблокованих котеджів, збудований у 1997 році за проєктом архітектора К. Рибачка.